# 曼尼·维拉
曼尼·班巴·维拉（英語：Manuel "Manny" Bamba Villar Jr.，1949年12月13日—），是菲律宾的亿万富翁、商人、房地产大亨，曾任菲律宾众议院议长、菲律宾参议院议长。

## 荣誉

### 外国勋章奖章
- 旭日大绶章（日本，2022年4月29日公布[5]）